# Фриденсон, Григорий Михайлович
Григо́рий Миха́йлович Фриденсо́н (1854, Белосток, Гродненская губерния, Российская империя — 4 июня 1913, Челябинск Оренбургская губерния, Российская империя) — русский революционер-народник, член партии «Народная воля».

## Биография
Родился в еврейской купеческой семье. Окончив Белостокское реальное училище, поступил вольнослушателем в Московское техническое училище.
В связи с убийством члена партии «Народная воля», агента Департамента полиции Н. В. Рейнштейна, в 1879 году привлечён к дознанию в качестве подозреваемого и отчислен из училища как неблагонадёжный. Освобождён за недоказанностью.
Входил в московскую организацию «Народной воли». В 1881 году направлен для партийной работы в Петербург.
Проживал по фальшивому паспорту на имя Агаческулова (по этому паспорту ранее жил Н. И. Кибальчич). На основании откровенных показаний И. Ф. Окладского и вследствие грубейших ошибок в конспирации, был арестован в ночь на 25 января 1881 года в своей квартире № 18 в доме 38 по Казанской улице. Во время обыска у него было найдено два экземпляра газеты «Народная воля» (1880, № 4), рукопись революционной программы и другое.
Участвовал в «Процессе двадцати», который проходил 9—16 февраля 1881 года в суде Особого присутствия Правительствующего Сената. Признал своё участие в деятельности партии «Народная воля» и знакомство с известным народником А. И. Желябовым. Обвинён в деятельности, направленной на свержение существующего строя.
Обратился с прошением о помиловании.
Приговорён к 10 годам каторжных работ на рудниках. Отбывал срок на Карийской каторге. Прибыл на каторгу в 1884 году. В соответствие с манифестом императора Александра III от 1883 года, срок каторги уменьшен на треть. В 1886 году переведён в вольную команду и вышел на поселение в Чите. Затем переехал в Иркутск.
В Иркутске вместе с другими народовольцами принял участие в организационном оформлении партии социалистов-революционеров (эсеров).
Переехал в Екатеринбург, где около трёх лет работал инспектором Российского транспортного и страхового агентства.
В последние годы своей жизни работал управляющим приисками акционерного общества «Колчедан» под Челябинском.
Сообщение о смерти было опубликовано 8 июня 1913 года челябинской газетой «Голос Приуралья».